# Sumerian Cry
Sumerian Cry debitanski je studijski album švedskog metal-sastava Tiamat. Diskografska kuća C.M.F.T. Productions objavila ga je 7. lipnja 1990. godine.

## O albumu
Album je snimljen u studiju Sunlight Studio u Stockholmu kad se sastav još zvao Treblinka. Pjesma "Sumerian Cry, Pt. 1" reinterpretacija je melodije pjesme "Crawling in Vomit", prve pjesme s Treblinkina demoalbuma. Pjesma "The Sign of the Pentagram" nije objavljena na gramofonskoj inačici albuma, nego samo na CD-u, a i nije snimljena u isto vrijeme kao i ostatak pjesama sa Sumerian Crya; u početku se trebala objaviti na kompilaciji Jona "Metalliona" Kristiansena, no naposljetku nikad nije bila objavljena, pa se pojavila na glavnom albumu kao dodatna pjesma.
Njemački black metal-sastav The Ruins of Beverast obradio je pjesmu "Where the Serpents Ever Dwell". Pojavila se na gramofonskoj inačici njegova albuma Foulest Semen of a Sheltered Elite.

## Popis pjesama
| 1.    | »Intro - Sumerian Cry, Pt. 1« (instrumentalna pjesma)           | 0:58 |
| 2.    | »In the Shrines of the Kingly Dead«                             | 4:09 |
| 3.    | »The Malicious Paradise«                                        | 4:29 |
| 4.    | »Necrophagious Shadows«                                         | 4:36 |
| 5.    | »Apotheosis of Morbidity«                                       | 6:05 |
| 6.    | »Nocturnal Funeral«                                             | 4:06 |
| 7.    | »Altar Flame«                                                   | 4:32 |
| 8.    | »Evilized«                                                      | 5:00 |
| 9.    | »Where the Serpents Ever Dwell / Outro - Sumerian Cry (Part 2)« | 6:09 |
| 40:04 |                                                                 |      |

| Dodatna pjesma na inačici na CD-u | Dodatna pjesma na inačici na CD-u | Dodatna pjesma na inačici na CD-u | Dodatna pjesma na inačici na CD-u | Dodatna pjesma na inačici na CD-u | Dodatna pjesma na inačici na CD-u | Dodatna pjesma na inačici na CD-u | Dodatna pjesma na inačici na CD-u | Dodatna pjesma na inačici na CD-u | Dodatna pjesma na inačici na CD-u |
| Br.                               | Skladba                           | Trajanje                          |                                   |                                   |                                   |                                   |                                   |                                   |                                   |
| --------------------------------- | --------------------------------- | --------------------------------- | --------------------------------- | --------------------------------- | --------------------------------- | --------------------------------- | --------------------------------- | --------------------------------- | --------------------------------- |
| 10.                               | »The Sign of the Pentagram«       | 3:54                              |                                   |                                   |                                   |                                   |                                   |                                   |                                   |
| 43:58                             |                                   |                                   |                                   |                                   |                                   |                                   |                                   |                                   |                                   |

## Zasluge
| Tiamat - Hellslaughter – vokal, gitara - Juck – bas-gitara - Emetic – gitara - Najse – bubnjevi | Ostalo osoblje - Christian Wāhlin – naslovnica - Tomas Skoksberg – produkcija, inženjer zvuka |